# Ометепек
Ометепек (исп. Ometepec) — город и административный центр одноимённого муниципалитета в мексиканском штате Герреро. Численность населения, по данным переписи 2010 года, составила 24 120 человек.

## Общие сведения
Название Ometepec происходит из языка науатль и его можно перевести как: место между двух холмов.
20 марта 2012 года в 20 км от города произошло землетрясение магнитудой 7,4, второе по силе магнитуды за 2012 год.